# 何顥麟
何顥麟（1987年7月19日—），（英文: Hoholun, Ho Ho Lun）出生於香港，是香港的職業摔角選手。於2004年跟隨The Slam學習摔角，之後於2008年成立了香港摔角總會，是香港的第一個職業摔角團體。除了香港，何顥麟還活躍於多個地區，包括中國、台灣、日本、歐洲及新加坡等地。2016年3月31日，世界摔角娛樂（WWE）宣佈何顥麟正式加盟成為世界摔角娛樂次重量級世界大戰系列（WWE Global Cruiserweight Series）參戰選手。

### HKPWA時代（2004－2008）
由於兒時對新日本職業摔角的興趣和崇拜，何顥麟走上摔角的道路。他首先創辦一個名為“w-imax”的摔角網站，後又在2004年創辦HKPWA，也就是今天的HKWF。當時HKPWA並不是一個摔角聯盟，只是会定期舉辦摔迷聚會。此時何顥麟不仅是以一個摔迷的身份學習摔角。同時，何顥麟也進行柔道的訓練。2005年，HKPWA結識了從韓國WWA（World Wrestling Association，世界摔角聯盟）學成歸來的The Slam，於是何顥麟便每周帶領人馬去廣州的CWE聯盟練習摔角。後來在2006年時，通過網絡得知台灣的摔角也搞得有聲有色，便又去台灣學習日式摔角。

### 香港摔角總會 HKWF第一代（2008－2010）
2008年，在改名為HKWF後，何顥麟在香港成立了火炭訓練中心，這是香港當時唯一一個具有完整摔角擂台設施的訓練基地。並在2009年舉辦了【摔角之王】、【港摔7-11】、【點先】等摔角大會共計7場。當時港摔已經有超過30名選手。但擂台成本也不斷增加，收支不平衡越發明顯。在2010年，在舉辦了另外兩場摔角大會後，終於在4月24日舉辦了【暫停】大會，告別火炭中心，同時宣布港摔進入無限期停辦。同時，內地的CWE也因成本過高被迫暫停。

### 香港摔角總會 HKWF新二代（2011－）
進入2011年，從英國訓練歸來的何顥麟重新集結了港摔Bitman、Kevin Man、Jeff Man、Kenny Boy等港摔精英，並召集了CWE的The Slam和海外訓練的Jason New（原名Jason Blun，精神阿麟）等選手，在一月份於蒲吧舉辦了【熱血寒冬】大會，取得空前成功。在2011年港摔共舉辦了4場摔角大會。在港摔取得巨大成功的同時，何顥麟也再赴英國，參加了4FW聯盟的多場大會，對戰Lomaxx、與So Saiking組隊的比賽都讓觀眾印像深刻。其後，何顥麟亦多次在台灣的NTW、新加坡的SPW以及其他亞洲及歐洲地區登場。

### 世界摔角娛樂 WWE（2016－）
於2016年3月31日，世界摔角娛樂（WWE）宣佈何顥麟正式加盟成為世界摔角娛樂次重量級世界大戰系列（WWE Global Cruiserweight Series）參戰選手。